# Groupement de soutien de la base de défense de Phalsbourg
Le groupement de soutien de la base de défense de Phalsbourg (GSBdD PBG) est un organisme militaire interarmées du service du commissariat des armées créé le 1er janvier 2011. Son rôle est de soutenir dans le domaine de l'administration générale et du soutien courant, toutes les unités militaires stationnées dans le périmètre de la base de Défense (Bitche, Dieuze, Phalsbourg et Sarrebourg). 
Son état-major, est depuis septembre 2011 situé au sein du quartier La Horie, près de la commune de Phalsbourg.
Le groupement de soutien de la base de défense de Phalsbourg compte 300 personnels. Il soutient 5 000 militaires et civils.